# Гражданская война в Венесуэле (1858)
Гражданская война в Венесуэле (1858), или Мартовская революция, — военное восстание в Венесуэле в марте 1858 года, свергнувшее либеральное правительство. Его главный лидер, Хулиан Кастро, пользовался абсолютным доверием президента Хосе Тадео Монагаса. Основными причинами восстания были политические злоупотребления и социальные проблемы, накопившиеся в период правления Монагаса и Либеральной партии (1847—1858). К этому необходимо добавить высокий уровень коррупции, бесхозяйственность в сфере финансов и отсутствие порядка в провинциях. Последствиями стали политическое насилие и глубокий социальный кризис.

## Предыстория
Вскоре после вступления в должность в 1847 году, президент Хосе Тадео Монагас дистанцировался от бывшего президента Хосе Антонио Паэса и его консервативных сторонников, которые удерживали власть в период между 1830 и 1847 годами (период Консервативной олигархии), и сблизился с либеральной оппозицией. Однако для многих либералов Монагас был всего лишь оппортунистом, который был больше заинтересован в пребывании у власти, чем в реализации либеральной программы. Кроме того, вскоре после утверждения у власти Монагаса кумовство стал общей политической практикой в правительстве, ведущие государственные должности заняли представители восточных земель.
Младший брат президента Хосе Грегорио Монагас, который сменил брата у власти в 1851 году, не преуспел в сдерживании коррупции, укоренившейся во время правления Хосе Тадео. Возвращение старшего Монагаса на пост президента в 1855 году только ухудшило политическую картину: новое правительство стало проводить репрессивную политику и по-прежнему продвигать родственников президента на высокие должности. Так, Франсиско Хосе Матуте, брат Монагаса, занял пост вице-президента, в то время как пресса была подвергнута цензуре. В дополнение к этим неурядицам ухудшились экономические и социальные условия: в результате глобального кризиса 1857 года упали цены на главные экспортные товары Венесуэлы — кофе, какао, сахар и кожу.
В начале 1857 года крупнейшие города Венесуэлы, особенно Каракас, стали испытывать серьезные проблемы с обеспечением продовольствием. В дополнение к снижению поступлений в бюджет из-за снижения цен на экспортную продукцию, правительству пришлось столкнуться с ростом внутреннего долга, последствиями отмены рабства и политическими конфликтами. Из-за ошибок в налоговом регулировании чиновникам в провинциях была приостановлена выплата жалования в течение более восьми месяцев. Наконец, осложнил политический и социальный ландшафт провал реализации Закона о земле 1848 года: документ обещал предоставление земли бедным, но юридические неясности текста только способствовали накоплению земельных ресурсов в руках богатых землевладельцев, в том числе родственников и друзей президента Монагаса.

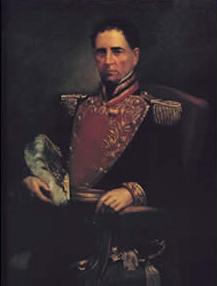
Хосе Тадео Монагас

В результате Венесуэла вошла в период глубокого экономического, политического и социального кризиса и нарастания политической оппозиции и демонстраций протеста во всех крупных городах. Обнародование Конституции 1857 года усилило эти протесты: новый Основной закон сокращал полномочий штатов и централизовал политическую власть в руках президента, а срок его полномочия был увеличен с 4 до 6 лет, что было воспринято как попытка Монагаса остаться у власти любой ценой.
В долгом пребывании семьи Монагас у власти разочаровались как консерваторы, так и либералы. Даже Хосе Грегорио Монагас и его сторонники — gregoristas — были разочарованы, утверждая, что единство семьи было разрушено увеличением срока полномочий президента Хосе Тадео Монагаса. Параллельно с этим, из городов и населенных пунктов поступали сообщения о хаосе, конфликтах и злоупотреблениях в передаче полномочий местным комитетам. В феврале 1858 года правительство объявили всеобщую амнистию, но уже было слишком поздно: восстание против власти Монагаса было назначено на середину марта.

## Восстание

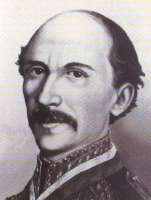
Хулиан Кастро

Изначально намеченные планы восстания были сорваны преждевременным выступлением 1 марта Хулиана Кастро, губернатора штата Карабобо. Кастро начал свой поход на Каракас с 5000 плохо вооруженных людей. Быстрое пополнение отрядов повстанцев показало, что режим утратил поддержку, необходимую для борьбы с мятежниками. Монагас послал генерала Карлоса Кастелли против повстанцев, которые первоначально были побеждены в нескольких боях.
Ситуация ухудшилась, когда ветераны армии Монагаса стали массово дезертировать и присоединяться к повстанцам или отказываться идти в бой. Это привело к удвоению численности войск повстанцев, когда они достигли окраин столицы. В течение короткого времени Кастро провел встречи с представителями различных политических организаций.
Финальной точкой для режима Монагаса стал отказ Конгресса заявить о своей полной поддержке его правительству. После этого Монагас, осознав бесперспективность сопротивления, решил уйти в отставку 15 марта и нашел убежище во французском консульстве. Кастро был избран временным президентом Национальной конвенции Валенсии в июле того же года, что сделало город Валенсия столицей.
Одной из особенностей Мартовской революции было то, что она закончилась бескровно, благодаря политической коалиции консерваторов и либералов, объединившихся в желании свергнуть Mонагаса. Однако сразу после успеха в достижении этой цели началась борьба за власть между сторонниками двух партий. Солдаты армии Кастро стали объединяться в бандитские отряды, что положило начало более крупному конфликту — Федеральной войне.